# Löbervorstadt
Löbervorstadt, Erfurt-Löbervorstadt – dzielnica miasta Erfurt w Niemczech, w kraju związkowym Turyngia.